# Walter Kolneder
Walter Kolneder (1. července 1910, Wels – 30. ledna 1994, Karlsruhe) byl rakouský muzikolog, hudební vydavatel a autor knih o hudbě.

## Životopis
Nejprve studoval na Mozarteu v Salcburku; získal doktorát v roce 1949 v Innsbrucku a v roce 1956 získal učitelské místo v Saarbrückenu. Pracoval postupně jako ředitel konzervatoře města Lucemburk, městské akademie hudby v Darmstadtu, na Musikhochschule Karlsruhe a jako řádný profesor hudební vědy na univerzitě v Karlsruhe.
Stal se známým jako znalec Bacha a byl autorem mnoha knih. Byl také vydavatelem řady hudebních děl pro Schott-Verlag. V mnoha případech to bylo první vydání barokních skladatelů (Antonio Vivaldi, Johann Sebastian Bach, Arcangelo Corelli, Marc-Antoine Charpentier, Georg Friedrich Händel, Henry Purcell, Georg Philipp Telemann a mnoho dalších).

## Dílo
- Aufführungspraxis bei Vivaldi, 1955
- Das Buch der Violine, Atlantis Musikbuch, ISBN 3-254-00147-8.
- Antonio Vivaldi, Dokumente seines Lebens und Schaffens, Noetzel Verlag, ISBN 3-7959-0273-8
- Die Kunst der Fuge. Mythen des 20. Jahrhunderts, Noetzel Verlag, ISBN 3-7959-0178-2
- Johann Sebastian Bach. Lebensbilder, Lübbe Verlag, ISBN 3-7857-0382-1
- Lübbes Bach-Lexikon (Bastei-Lübbe-Taschenbuch díl 61288), Lübbe Verlag, Bergisch Gladbach 1994, ISBN 3-404-61288-4
- Musikinstrumentenkunde Ein Studien- und Prüfungshelfer, Noetzel Verlag, ISBN 3-7959-0159-6
- Geschichte der Musik. Ein Studien- und Prüfungshelfer, Noetzel Verlag, ISBN 3-7959-0157-X
- Schule des Generalbassspiels, 1983, Heinrichshofen Verlag, ISBN 3-7959-0332-7
- Singen nach Noten. Praktische Musiklehre für Chorsänger zum Erlernen des Vom-Blatt-Singens, (spoluautor Karl Heinz Schmitt), Schott Verlag, 2 díly, ISBN 3-7957-2556-9 a ISBN 3-7957-2557-7